# پیران (نیمروز)
پیران روستایی در دهستان ادیمی بخش مرکزی شهرستان نیمروز استان سیستان و بلوچستان ایران است.
این روستا در ۵/۸ کیلومتری جنوب غربی شهر زابل و در ۴ کیلومتری شمال غربی علی‌آباد و در منطقه‌ای دشت واقع شده است. ارتفاع آن از سطح دریا ۴۷۵ متر و آب و هوای آن گرم و خشک است عباس عسکری فرزند محمدبن لشکرازبزرگان آن طایفه می‌باشد؛ که فرزند ایشان حاج غلامحسین عسکری (کیخا) پدر شهیدان عسکری از زابل نیز از بزرگان فامیل می‌باشد.

## جمعیت
بر پایه سرشماری عمومی نفوس و مسکن در سال ۱۳۹۰ جمعیت این روستا ۱٬۱۱۳ نفر (در ۲۴۷ خانوار) بوده است.